# Mario Giovannini
Mario Giovannini (Vairano Patenora, 1º giugno 1903 – ...) è stato un politico italiano.

## Biografia
Laureato in ingegneria, con specializzazione nelle costruzioni stradali, nel 1920 si iscrive ai Fasci italiani di combattimento. Prende parte attiva agli scontri con socialisti e repubblicani nel periodo del biennio rosso, uscendo gravemente ferito in uno scontro a Orte nel 1921. Prende parte alla marcia su Roma, a seguito della quale ottiene il diritto di fregiarsi della Sciarpa Littorio. Nella capitale ricopre le cariche di segretario federale dei Gruppi universitari fascisti e di ispettore di zona.
Nel 1934 viene nominato deputato. Nel 1935 entra come volontario nella 1ª Divisione CC.NN. "23 marzo" e parte per l'Africa orientale al comando di una compagnia della Milizia volontaria per la sicurezza nazionale. Nel 1937 è titolare della cattedra di costruzioni stradali e ferroviarie nella Regia Università di Roma.